# Kloster Pulgarn

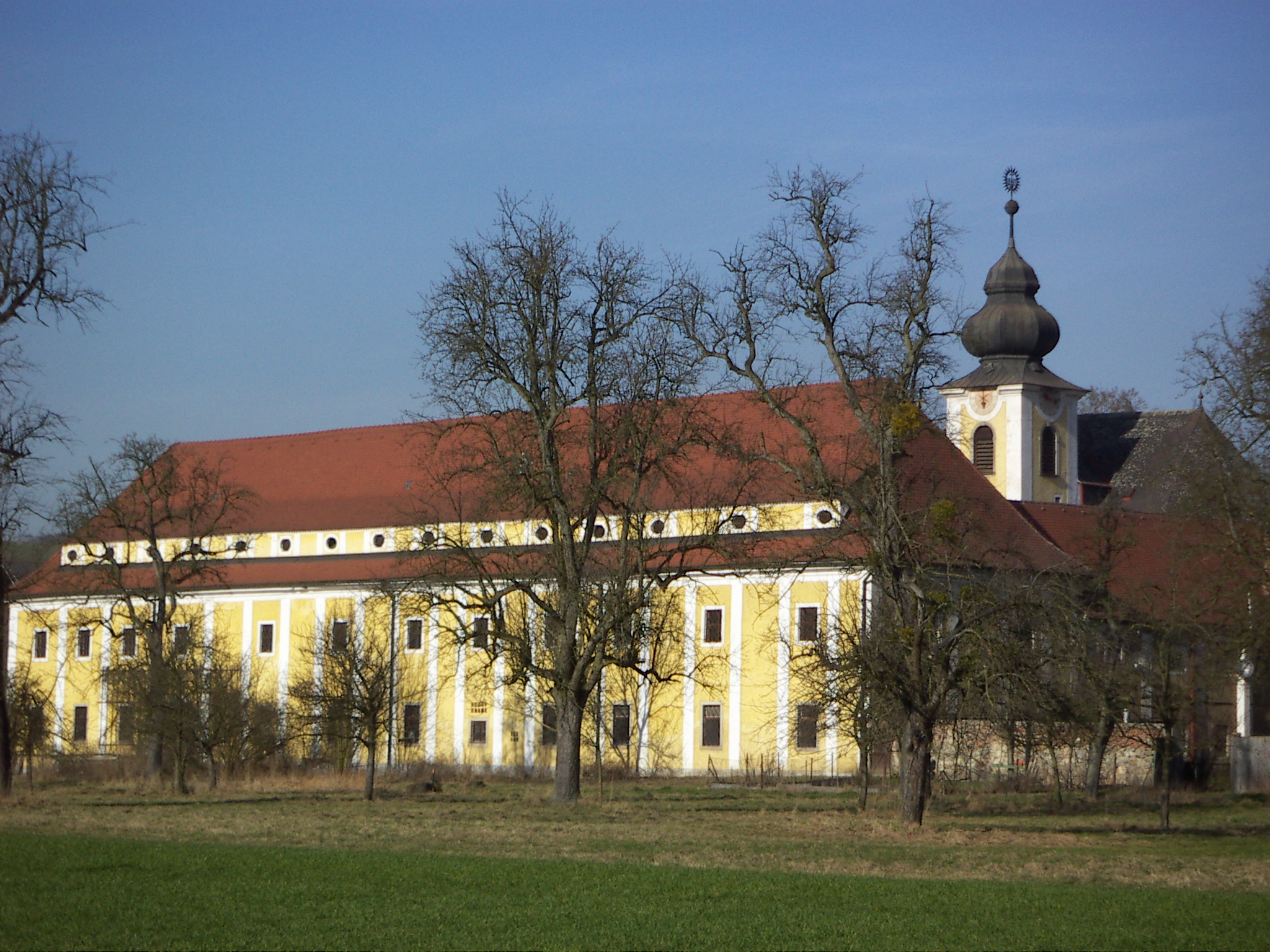
Ehemaliges Kloster Pulgarn

Pulgarn ist ein ehemaliges Kloster des Hl.-Geist-Ordens der Augustiner-Chorherren in Pulgarn bei Steyregg in Oberösterreich, welches Ende des 18. Jahrhunderts durch Kaiser Joseph II. säkularisiert wurde.
Es liegt in Sichtweite zur Burg Luftenberg an der Straße zwischen Steyregg und St. Georgen an der Gusen bei der Mündung des Reichenbaches in die Donau. Die weitere Nutzung ist heute in Diskussion.

## Geschichte

### Gründung
Hans von Kapellen (auch Janns von Kapellen) erfüllte als Inhaber der Herrschaft Steyregg zusammen mit seiner Stiefmutter Margaretha von Falkenberg mit der Gründung eines Spitals mit Friedhof für Arme und Kranke einen der letzten Wünsche seines begüterten Vaters Ulrich II. von Kapellen, welcher im Jahr 1301 verstarb. Die Gründung des Klosters Pulgarn trug sehr zur Verbesserung des Verhältnisses zwischen der Herrschaft Steyregg und dem Bistum Passau bei.
Das Spital (hospitale pauperum) wurde am 10. August 1303 durch Bischof Wernhard von Passau aus der Pfarre Tafersheim (Taffersheim, Steyregg) herausgelöst, was zu Streitigkeiten mit Pfarrer Albert von Tafersheim führte, die erst 1305 beigelegt werden konnten. In dem durch den Passauer Bischof herbeigeführten Vergleich wurde unter anderem die Seelsorge für die Kranken des Spitals in Pulgarn dem Dechant von Lorch übertragen. Margaretha von Falkenberg, ihr Sohn Hans von Capellen und dessen Frau Kunigunde von Walsee übergaben das Spital zu Pulgarn mit Grund und Boden stufenweise am 28. Juli 1313, 24. Juni 1315 und schließlich am 21. Dezember 1315 an die Brüder vom Orden des Heiligen Geistes in Wien. Die Kapeller sicherten den Fortbestand ihres Stiftes zusätzlich durch die großzügige Übereignung von Teilen ihrer Ländereien. Durch weitere Zuwendungen konnte in weiterer Folge das Spital auch um ein Kloster für Männer erweitert werden. So schenkten z. B. die Kapeller zwischen 1349 und 1379 dem Kloster Pulgarn bedeutende Besitzungen in St. Georgen an der Gusen aber auch Besitzungen in Niederösterreich, wie z. B. die Kapelle in Fels, wie die Pfarrkirche Hadres.
Zwischen 1328 und 1332 erfolgte eine zusätzliche Erweiterung um ein Frauenkloster auf einer Anhöhe, die nahe dem Spital und dem Männerkloster lag. Als erste Meisterin des Frauenklosters in Pulgarn wurde 1341 Agnes von Falkenberg, eine Nichte Janns von Kapellen bestätigt.
1342 erhielten die Brüder und Schwestern von Pulgarn das Recht, aus ihrer Mitte jeweils einen Pfleger und eine Meisterin zu wählen. 1374 schenkten die beiden Eberharde von Kapellen schließlich im Tausch gegen das 1366 in Niederösterreich erworbene Kirchenlehen Hedreichs auch die Pfarrkirche von Steyregg dem Kloster Pulgarn, welches ab diesem Zeitpunkt die Pfarrbevölkerung sowohl in Steyregg als auch in St. Georgen an der Gusen betreute.

### Vernichtung durch Hussiten und Böhmische Scharen
Das Erscheinungsbild des Klosters Pulgarn war – den Grundsätzen des ehemaligen Heiligen-Geist-Ordens entsprechend – von Anfang an bescheiden. Die Klosteranlage ging trotzdem bereits bei einem der Hussiteneinfälle ins Mühlviertel im Jahre 1424 in Flammen auf und war schon früh baufällig. Georg IV. von Liechtenstein half als Nachfolger der Kapeller auf der Herrschaft Steyregg dem Kloster Pulgarn mit der Überschreibung des Kirchenlehens Pabneukirchen wieder auf die Beine. Diese Schenkung wurde 1431 durch eine Bulle von Papst Eugen IV. nachträglich noch in aller Förmlichkeit angeordnet. Böhmische Kriegsscharen wüteten aber unter Prinz Victorin 1468 bereits wieder erneut auch in Pulgarn. Nachdem im Jahre 1485 schließlich auch die Ungarn König Corvinus’ das südlich der Donau gelegene Kloster St. Florian niederbrannten, flohen die Kanoniker aus St. Florian ein erstes Mal in das verwaiste und heruntergekommene Kloster Pulgarn, das auch in diesen Jahren in einem von böhmischen Truppen beherrschten Gebiet lag.
Die Klosterkirche konnte nach den politischen Katastrophen des 15. Jahrhunderts erst am 4. Juli 1514 durch den Passauer Weihbischof Bernhard Meurl von Leombach wieder geweiht werden.

### Niedergang durch die Reformation
Ein weiterer Niedergang des Klosters erfolgte durch die Reformation als der neue protestantische Inhaber der Herrschaft Steyregg, Georg Hartmann I. von Liechtenstein, dem Kloster den verheirateten Benedikt Khain als Prior vorsetzte und auch die Brüder und Schwestern Pulgarns protestantisch machte. 1567 griff der Kaiser Maximilian II. persönlich ein, löste das Kloster auf und erklärte Pulgarn zum Kammergut. Die Herrschaft Steyregg verkam in dieser Zeit zu einer hoch verschuldeten Pfandherrschaft und protestantisch verbliebene Pfleger leisteten sich Übergriffe auch auf das Kloster Pulgarn.

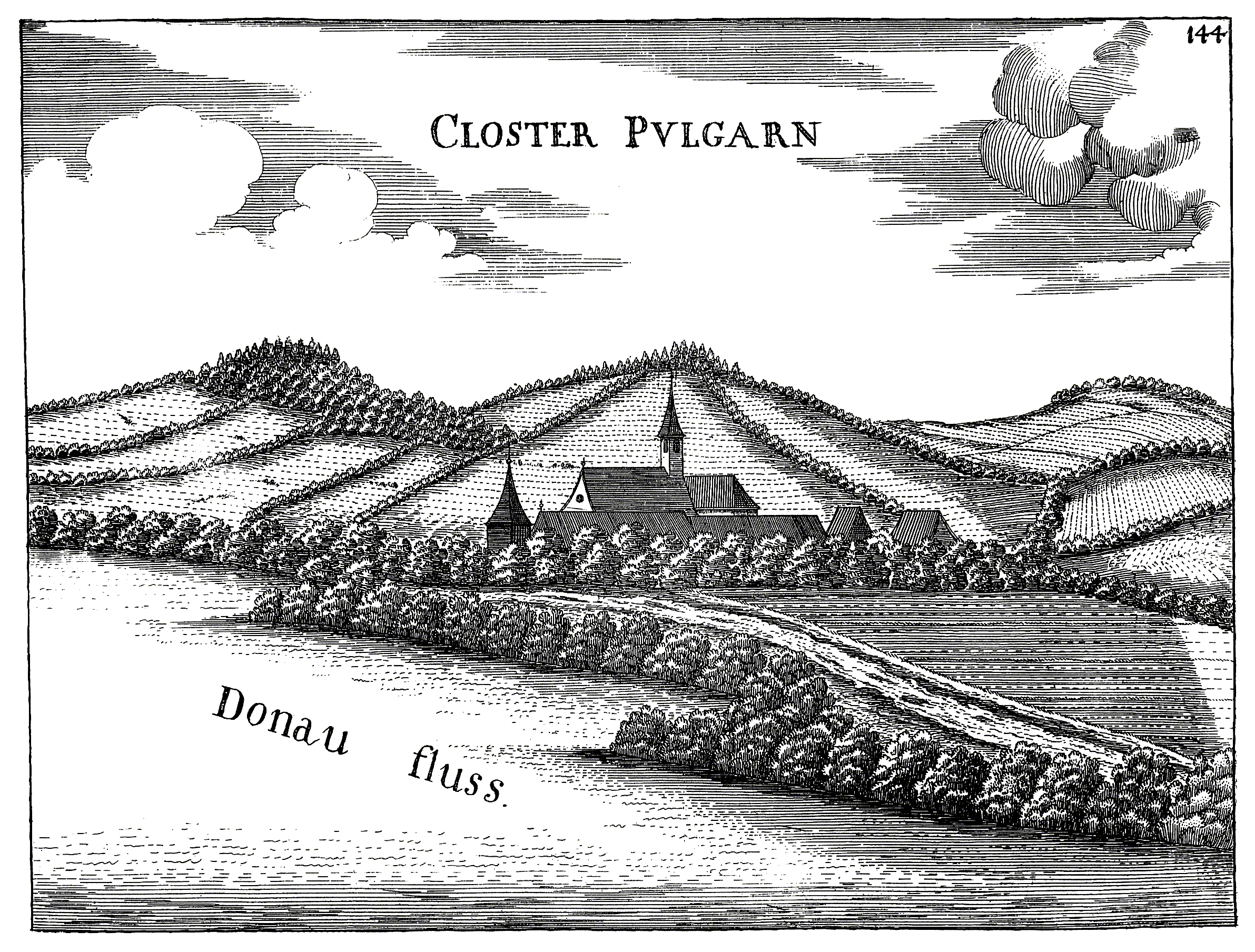
Kupferstich aus der Topographia Austriae superioris modernae (Georg Matthäus Vischer, 1674)

1609/12 erfolgte als Maßnahme der Gegenreformation die Übergabe der Herrschaft Pulgarn an die Jesuiten, die es bis zur Aufhebung des Klosters innehatten. Peter Zehender begann ab diesem Zeitpunkt mit zwei Priestern, die Gebiete um das Kloster Pulgarn wieder langsam katholisch zu machen. Im Zuge der oberösterreichischen Bauernkriege plünderten aber bereits 1626 wieder aufgebrachte Bauernscharen unter Christoph Zeller das Kloster.

### Aufhebung unter Kaiser Joseph II.
Als 1773 der Jesuitenorden durch Erzherzogin Maria Theresia aus den habsburgischen Erblanden ausgewiesen wurde, wurde die Vogtei Pulgarn von einem kaiserlichen Verwaltungsamt übernommen. Kaiser Joseph II. unterstellte schließlich auch Pulgarn dem von ihm gegründeten Religionsfonds. Die Wirtschaftsgebäude und der Kirchturm des Klosters Pulgarn erhielten daraufhin im Jahre 1778 ihre heutige, repräsentative Form.
Pulgarn gelangte 1808 durch Kauf zuerst an Franz Steinhauser und wurde schließlich 1836 durch das Stift St. Florian ersteigert, in dessen Besitz das ehemalige Kloster Pulgarn bis heute ist. Die Vogtei Pulgarn ging dem Stift St. Florian aber mit der Auflösung der Grundherrschaften 1848 verloren.

### Jüngere Geschichte
Wie schon einmal gegen Ende des 15. Jahrhunderts nahmen die Augustiner Chorherren des Stiftes St. Florian zuletzt in den 1940er Jahren erneut Zuflucht im ehemaligen Kloster Pulgarn, nachdem das Stift St. Florian durch die Nationalsozialisten beschlagnahmt worden war.

## Gebäude
Der T-förmige gotische Bau mit der Klosterkirche ist von einem großen Wirtschaftskomplex umgeben.

### Bauliche Besonderheiten
Bemerkenswerte Elemente der Klosterkirche sind ein gotisches Sakramentshäuschen an der linken Seite des Altares sowie die an der äußeren Nordwand der Kirche zu sehenden Grabsteine der ehemaligen Inhaber der Herrschaft Luftenberg, Bernhard von Schallenberg († 1477) und des Ritters Eustach Frodnacher († 1487). Eine noch erhaltene Inschrift berichtet auch über die Stiftung einer Tafel für einen verlorengegangenen Flügelaltar durch Hedwig von Starhemberg, einer geborenen Rosenberg, im Jahre 1521. Ein Flügelaltar aus der ehemaligen Klosterkirche wurde um 1500 durch jene von Scherffenberg auf Luftenberg sowie jene von Schallenberg auf Spielberg gestiftet und befindet sich heute als bedeutendes Werk der Donauschule im Schlossmuseum in Linz.

### Orgel

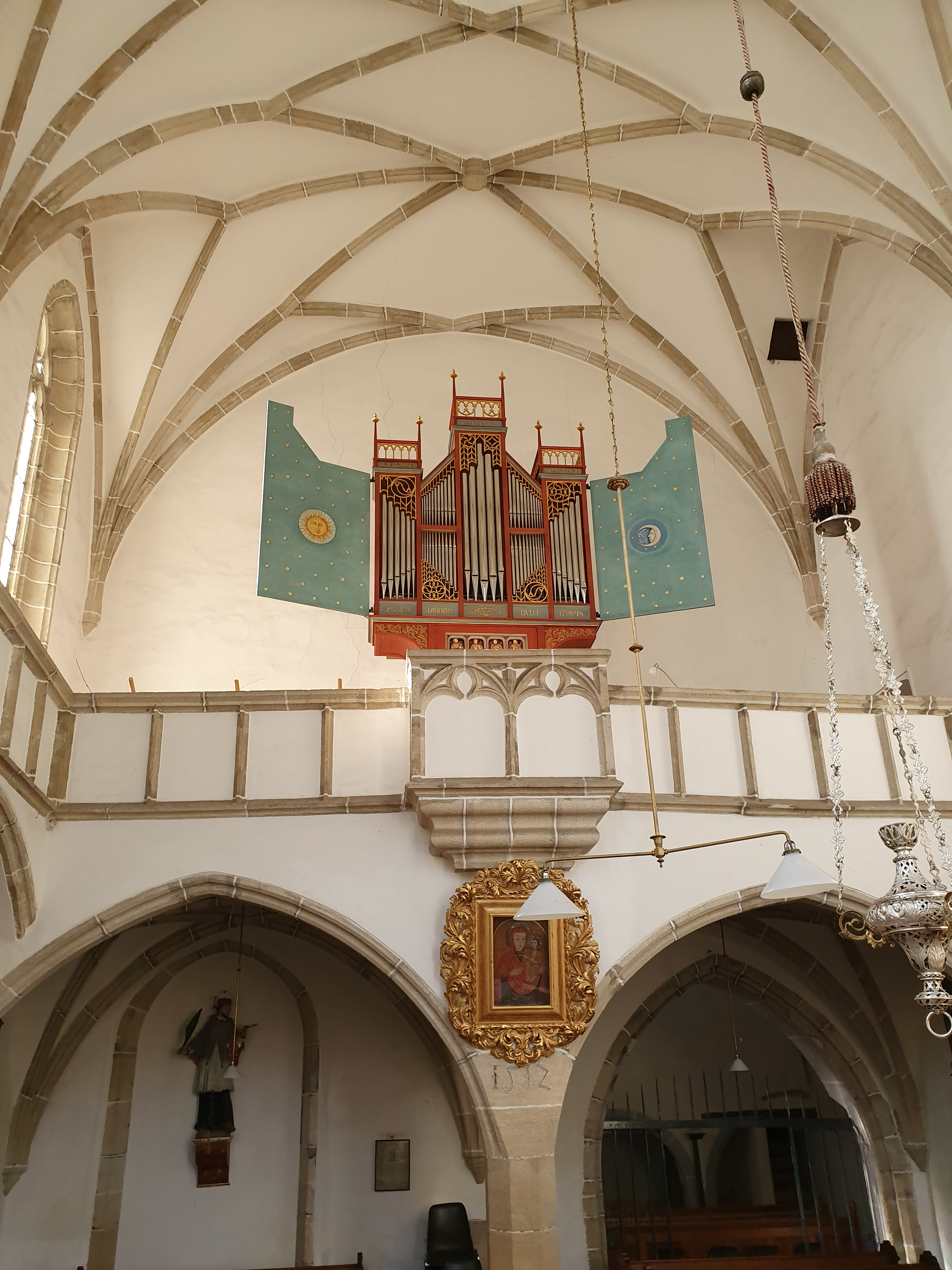
Nachbau der gotischen Orgel

Hinter dem „Orgelerker“ (datiert 1512) steht der Nachbau einer spätgotischen Orgel; dieser wurde von Rupert Gottfried Frieberger initiiert und von den Orgelwissenschaftlern Rudi van Straten und Wim Diepenhorst (Niederlande) mitentworfen bzw. durch die niederländische Werkstätte Gebrüder Reil (Heerde, Gelderland) realisiert. Vorangegangen war ein annähernd baugleiches Studienprojekt, um für die Restaurierung der gotischen Orgel der Nicolaikirche in Utrecht Erkenntnisse zu gewinnen (→ „Van-Straten-Orgel“). Die Bemalung des Gehäuses und Gestaltung der Flügeltüren besorgte Gerhard Wünsche.
Am 30. Oktober 2015 wurde die Orgel durch Harald Vogel inauguriert, wobei die Schola Gregoriana Plagensis, geleitet von Rupert G. Frieberger, mitwirkte.
Die Orgel hat 5 Register:
| Manual F–a2 (kurze Oktave) |
| Praestant                  |
| Octav                      |
| Hintersatz V–VIII          |
| Regal                      |

| Pedal C–f |               |
| Bordonnen | (elf Pfeifen) |

- Angehängtes Pedal
- Stimmtonhöhe: a2 = 462 Hz bei 15 °C (Chorton)
- Temperierung nach Schlick (Mitteltönige Stimmung)
- Winddruck: 62 mm